# Аргамджи (гора)
Аргамджи — гора на юге Республики Алтай, Россия. Расположена на юго-востоке плоскогорья Укок, в 3-х км от границы с Монголией.

## Описание
Гора расположена на хребте Сайлюгем, с южных склонов горы берут начало две одноимённые реки бассейна Калгуты:
- Аргамджи (приток Кара-Чада), обходящая гору по западному склону;
- Аргамджи (левый приток Калгуты), обходящая гору с востока[1].

## Этимология
От каз. аргамджи — волосяная веревка.